# Бузанвил
Бузанвил (фр. Bouzanville) насеље је и општина у североисточној Француској у региону Лорена, у департману Мерт и Мозел која припада префектури Нанси.
По подацима из 2011. године у општини је живело 64 становника, а густина насељености је износила 11,0 становника/km². Општина се простире на површини од 5,82 km². Налази се на средњој надморској висини од 315 метара (максималној 326 m, а минималној 284 m).

## Демографија
| 1962. | 1968. | 1975. | 1982. | 1990. | 1999. | 2011. |
| ----- | ----- | ----- | ----- | ----- | ----- | ----- |
| 74    | 77    | 80    | 65    | 66    | 65    | 64    |

График промене броја становника у току последњих година